# Lijst van voetbalinterlands El Salvador - Sovjet-Unie
Deze lijst van voetbalinterlands is een overzicht van alle officiële voetbalwedstrijden tussen de nationale teams van El Salvador en de Sovjet-Unie. De landen speelden drie keer tegen elkaar. De eerste ontmoeting, een vriendschappelijke wedstrijd, werd gespeeld in San Salvador op 23 februari 1970. Het laatste duel, eveneens een vriendschappelijke wedstrijd, vond plaats op 28 februari 1971 in de Salvadoraanse hoofdstad.

## Wedstrijden
| № | Plaats       | Datum            | Competitie        | Wedstrijd                 | Uitslag |
| - | ------------ | ---------------- | ----------------- | ------------------------- | ------- |
| 1 | San Salvador | 23 februari 1970 | Vriendschappelijk | El Salvador – Sovjet-Unie | 0 – 2   |
| 2 | Mexico-Stad  | 10 juni 1970     | WK 1970           | Sovjet-Unie – El Salvador | 2 – 0   |
| 3 | San Salvador | 28 februari 1971 | Vriendschappelijk | El Salvador – Sovjet-Unie | 0 – 1   |

## Samenvatting
| Competitie        | Totaal gespeeld | Winst El Salvador | Gelijk | Winst Sovjet-Unie | Doelsaldo El Salvador – Sovjet-Unie |
| ----------------- | --------------- | ----------------- | ------ | ----------------- | ----------------------------------- |
| WK-eindronde      | 1               | 0                 | 0      | 1                 | 0 − 2                               |
| Vriendschappelijk | 2               | 0                 | 0      | 2                 | 0 − 3                               |
| Totaal            | 3               | 0                 | 0      | 3                 | 0 − 5                               |

Wedstrijden bepaald door strafschoppen worden, in lijn met de FIFA, als een gelijkspel gerekend.